# J1 League 2018
La J1 League 2018, también conocida como la Meiji Yasuda J1 League 2018 por razones de patrocinio, fue la quincuagésima tercera temporada de la máxima categoría del fútbol en Japón, y la vigesimosexta desde el establecimiento de la J. League en el año 1993. El torneo comenzó el 23 de febrero de 2018 y finalizó el 1 de diciembre de 2018.

## Formato
Desde la temporada 2017, la J. League volvió a su formato tradicional de 34 jornadas a partidos de ida y regreso en dos ruedas. El equipo campeón y subcampeón clasifican directamente a fase de grupos de la Liga de Campeones de la AFC 2019.

## Equipos
Los clubes Ventforet Kofu, Albirex Niigata y Omiya Ardija fueron descendidos al final de la temporada 2017 después de terminar en los últimos tres lugares de la tabla. Ventforet Kofu descendió después de cinco temporadas, Albirex Niigata perdió la categoría por primera vez en su historia y Omiya Ardija regresó nuevamente a la División 2 después de dos años en la máxima categoría.
Los tres equipos descendidos fueron reemplazados por Shonan Bellmare, V-Varen Nagasaki y Nagoya Grampus. Los campeones de la J2 League 2017 y los ganadores del torneo reducido por el tercer ascenso retornaron a la máxima categoría en solo un año, mientras que se trató de la primera participación en su historia para el subcampeón V-Varen Nagasaki.

### Ascensos y descensos
| Pos       | Ascendidos de la J2 League 2017 |
| --------- | ------------------------------- |
| 1.º       | Shonan Bellmare                 |
| 2.º       | V-Varen Nagasaki                |
| Gan. Red. | Nagoya Grampus                  |

| Pos  | Descendidos en la temporada 2017 |
| ---- | -------------------------------- |
| 16.º | Ventforet Kofu                   |
| 17.º | Albirex Niigata                  |
| 18.º | Omiya Ardija                     |

### Datos generales
| Equipo              | Ciudad        | Estadio                             | Capacidad     |
| ------------------- | ------------- | ----------------------------------- | ------------- |
| Cerezo Osaka        | Osaka         | Estadio Yanmar Nagai Estadio Kincho | 47 816 18 000 |
| Consadole Sapporo   | Sapporo       | Sapporo Dome                        | 41 484        |
| FC Tokyo            | Tokio         | Estadio Ajinomoto                   | 50 100        |
| Gamba Osaka         | Suita (Osaka) | Estadio Panasonic Suita             | 40 000        |
| Júbilo Iwata        | Iwata         | Estadio Yamaha                      | 20 000        |
| Kashima Antlers     | Kashima       | Estadio de Kashima                  | 45 728        |
| Kashiwa Reysol      | Kashiwa       | Estadio Hitachi Kashiwa             | 15 900        |
| Kawasaki Frontale   | Kawasaki      | Estadio Todoroki Kawasaki           | 25 000        |
| Nagoya Grampus      | Nagoya        | Estadio Toyota                      | 45 000        |
| Sanfrecce Hiroshima | Hiroshima     | Estadio EDION Hiroshima             | 50 000        |
| Sagan Tosu          | Tosu (Saga)   | Estadio Best Amenity                | 24 490        |
| Shimizu S-Pulse     | Shizuoka      | Estadio IAI Nihondaira              | 20 339        |
| Shonan Bellmare     | Hiratsuka     | Estadio Shonan BMW Hiratsuka        | 18 500        |
| Urawa Reds          | Saitama       | Estadio Saitama 2002                | 63 700        |
| V-Varen Nagasaki    | Nagasaki      | Estadio transcosmos                 | 15 419        |
| Vegalta Sendai      | Sendai        | Estadio Yurtec Sendai               | 19 694        |
| Vissel Kobe         | Kobe          | Misaki Park Stadium                 | 31 000        |
| Yokohama F. Marinos | Yokohama      | Estadio Nissan                      | 72 370        |

### Personal y equipaciones
| Club                 | Entrenador          | Capitán           | Firma deportiva |
| -------------------- | ------------------- | ----------------- | --------------- |
| Kashima Antlers      | Go Oiwa             | Mitsuo Ogasawara  | Nike            |
| Cerezo Osaka         | Yoon Jong-hwan      | Hotaru Yamaguchi  | Puma            |
| Consadole Sapporo    | Mihailo Petrović    | Hiroki Miyazawa   | Kappa           |
| Yokohama F. Marinos  | Ange Postecoglou    | Yuji Nakazawa     | Adidas          |
| Kawasaki Frontale    | Toru Oniki          | Yu Kobayashi      | Puma            |
| Gamba Osaka          | Tsuneyasu Miyamoto  | Yasuhito Endō     | Umbro           |
| Júbilo Iwata         | Hiroshi Nanami      | Nagisa Sakurauchi | Puma            |
| Nagoya Grampus Eight | Yahiro Kazama       | Hisato Satō       | Mizuno          |
| Urawa Red Diamonds   | Oswaldo de Oliveira | Yosuke Kashiwagi  | Nike            |
| Kashiwa Reysol       | Takahiro Shimotaira | Hidekazu Otani    | Yonex           |
| Shimizu S-Pulse      | Jan Jönsson         | Ryo Takeuchi      | Puma            |
| Sagan Tosu           | Massimo Ficcadenti  | Yutaka Yoshida    | New Balance     |
| Sanfrecce Hiroshima  | Hiroshi Jofuku      | Toshihiro Aoyama  | Nike            |
| Shonan Bellmare      | Cho Kwi-jea         | Kaoru Takayama    | Penalty         |
| FC Tokyo             | Kenta Hasegawa      | Jang Hyun-soo     | Umbro           |
| Vegalta Sendai       | Susumu Watanabe     | Shingo Tomita     | Adidas          |
| Vissel Kobe          | Takayuki Yoshida    | Lukas Podolski    | Asics           |
| V-Varen Nagasaki     | Takuya Takagi       | Ryota Takasugi    | Hummel          |

## Tabla de posiciones
| Pos. | Equipo                     | Pts. | PJ | G  | E  | P  | GF | GC | Dif. | Clasificación o descenso                                   |
| ---- | -------------------------- | ---- | -- | -- | -- | -- | -- | -- | ---- | ---------------------------------------------------------- |
| 1    | Kawasaki Frontale (C)      | 69   | 34 | 21 | 6  | 7  | 57 | 27 | +30  | Fase de grupos de la Liga de Campeones de la AFC 2019      |
| 2    | Sanfrecce Hiroshima        | 57   | 34 | 17 | 6  | 11 | 47 | 35 | +12  | Tercera fase previa de la Liga de Campeones de la AFC 2019 |
| 3    | Kashima Antlers            | 56   | 34 | 16 | 8  | 10 | 50 | 39 | +11  | Tercera fase previa de la Liga de Campeones de la AFC 2019 |
| 4    | Hokkaido Consadole Sapporo | 55   | 34 | 15 | 10 | 9  | 48 | 48 | 0    |                                                            |
| 5    | Urawa Red Diamonds         | 51   | 34 | 14 | 9  | 11 | 51 | 39 | +12  | Fase de grupos de la Liga de Campeones de la AFC 2019      |
| 6    | FC Tokyo                   | 50   | 34 | 14 | 8  | 12 | 39 | 34 | +5   |                                                            |
| 7    | Cerezo Osaka               | 50   | 34 | 13 | 11 | 10 | 39 | 38 | +1   |                                                            |
| 8    | Shimizu S-Pulse            | 49   | 34 | 14 | 7  | 13 | 56 | 48 | +8   |                                                            |
| 9    | Gamba Osaka                | 48   | 34 | 14 | 6  | 14 | 41 | 46 | −5   |                                                            |
| 10   | Vissel Kobe                | 45   | 34 | 12 | 9  | 13 | 45 | 52 | −7   |                                                            |
| 11   | Vegalta Sendai             | 45   | 34 | 13 | 6  | 15 | 44 | 54 | −10  |                                                            |
| 12   | Yokohama F. Marinos        | 41   | 34 | 12 | 5  | 17 | 56 | 56 | 0    |                                                            |
| 13   | Shonan Bellmare            | 41   | 34 | 10 | 11 | 13 | 38 | 43 | −5   |                                                            |
| 14   | Sagan Tosu                 | 41   | 34 | 10 | 11 | 13 | 29 | 34 | −5   |                                                            |
| 15   | Nagoya Grampus             | 41   | 34 | 12 | 5  | 17 | 52 | 59 | −7   |                                                            |
| 16   | Júbilo Iwata               | 41   | 34 | 10 | 11 | 13 | 35 | 48 | −13  | Promoción J1/J2                                            |
| 17   | Kashiwa Reysol             | 39   | 34 | 12 | 3  | 19 | 47 | 54 | −7   | Descenso a la J2 League 2019                               |
| 18   | V-Varen Nagasaki           | 30   | 34 | 8  | 6  | 20 | 39 | 59 | −20  | Descenso a la J2 League 2019                               |

 Fuente: Meiji Yasuda J1 League Standings
Notas:
1. ↑  Urawa Red Diamonds se clasificó para la Liga de Campeones de la AFC 2019 al ganar la Copa del Emperador 2018.

|                                      |
|                                      |
| Campeón Kawasaki Frontale 2.º título |

## Resultados
| Local \ Visitante   | ANT | BEL | CER | COS | FMA | FRO | GAM | GRA | JUB | RED | REY | SSP | SAG | SFR | TOK | VVN | VEG | VIS |
| ------------------- | --- | --- | --- | --- | --- | --- | --- | --- | --- | --- | --- | --- | --- | --- | --- | --- | --- | --- |
| Kashima Antlers     | —   | 2–1 | 1–0 | 0–0 | 1–0 | 0–0 | 1–0 | 2–0 | 1–1 | 1–0 | 6–2 | 1–0 |     | 0–1 | 1–2 | 2–1 | 1–2 | 1–1 |
| Shonan Bellmare     | 2–1 | —   | 1–1 | 2–2 | 0–1 | 0–0 | 1–0 | 0–0 | 1–0 |     | 1–2 | 0–0 | 1–1 | 0–2 | 0–0 | 2–1 | 1–3 | 0–2 |
| Cerezo Osaka        | 0–2 | 2–1 | —   | 3–3 | 1–1 |     | 0–1 |     | 1–1 | 1–1 | 0–3 | 3–1 | 2–1 | 0–1 | 1–0 | 3–1 | 2–1 | 1–1 |
| Consadole Sapporo   | 0–2 | 1–0 | 1–1 | —   | 2–1 | 1–2 | 2–0 | 3–0 | 0–0 |     | 1–2 | 1–3 | 2–1 |     | 3–2 | 2–1 | 1–0 | 3–1 |
| Yokohama F. Marinos | 3–0 | 4–4 |     | 2–1 | —   | 1–1 | 1–1 | 1–2 | 1–3 | 1–2 | 3–1 | 1–2 | 1–2 | 1–4 | 0–1 | 5–2 | 5–2 | 1–2 |
| Kawasaki Frontale   | 4–1 | 1–1 | 1–2 | 7–0 | 2–0 | —   | 2–0 | 3–1 |     | 0–2 | 3–0 | 3–0 | 0–0 | 0–1 | 0–2 | 1–0 | 1–0 | 5–3 |
| Gamba Osaka         | 1–1 |     | 1–0 | 1–1 | 2–1 | 2–0 | —   | 2–3 | 2–0 | 0–0 | 2–2 | 1–2 | 3–0 | 1–0 | 2–1 |     | 1–0 | 0–1 |
| Nagoya Grampus      | 4–2 |     | 0–0 | 1–2 | 1–1 | 0–1 | 3–2 | —   | 1–0 | 4–1 | 2–3 | 1–3 | 3–0 | 0–0 | 1–2 | 3–4 | 2–3 | 1–2 |
| Júbilo Iwata        | 3–3 | 1–0 | 1–1 |     | 1–2 | 0–3 | 1–1 | 1–6 | —   | 2–1 | 2–0 | 0–0 | 1–0 | 3–2 | 2–0 | 1–2 | 3–2 | 0–2 |
| Urawa Red Diamonds  | 3–1 | 0–1 | 1–2 | 0–0 | 0–1 | 2–0 | 1–3 | 3–1 | 4–0 | —   | 3–2 | 2–1 | 0–0 | 1–2 |     | 0–0 | 1–0 | 4–0 |
| Kashiwa Reysol      |     | 0–2 | 1–1 | 1–2 | 2–0 | 1–2 |     | 0–1 | 1–2 | 1–0 | —   | 2–3 | 1–1 | 0–1 | 0–1 | 5–1 | 0–2 | 2–1 |
| Shimizu S-Pulse     | 0–0 | 4–2 | 3–0 | 1–2 | 0–1 | 1–2 | 1–2 |     | 5–1 | 3–3 | 2–1 | —   | 1–0 | 2–0 | 0–1 | 0–1 | 1–1 |     |
| Sagan Tosu          | 0–1 | 0–1 | 1–0 | 1–2 |     | 0–2 | 3–0 | 3–2 | 0–0 | 1–0 | 1–2 | 3–1 | —   | 1–0 | 0–0 | 1–0 | 0–1 | 1–1 |
| Sanfrecce Hiroshima | 3–1 | 2–2 | 0–2 | 1–0 | 3–1 | 1–2 | 4–0 |     | 0–0 | 1–4 | 0–3 | 2–0 | 1–0 | —   | 1–1 | 2–0 |     | 2–0 |
| FC Tokyo            | 2–1 | 1–0 | 0–1 | 0–0 | 5–2 |     | 3–2 | 3–2 |     | 1–1 | 0–1 | 0–2 | 0–0 | 3–1 | —   | 0–1 | 0–1 | 1–0 |
| V-Varen Nagasaki    | 1–2 | 1–3 | 0–2 | 2–3 |     | 1–2 | 3–0 | 3–0 | 0–0 | 1–1 | 1–0 |     | 2–2 | 0–2 | 2–5 | —   | 1–0 | 0–1 |
| Vegalta Sendai      |     | 4–1 | 2–2 | 2–2 | 2–8 | 0–0 | 2–1 | 1–2 | 0–3 | 1–1 | 1–0 | 2–1 | 2–3 | 1–3 | 1–0 | 1–0 | —   | 1–1 |
| Vissel Kobe         | 0–5 | 0–3 | 2–0 | 4–0 | 0–2 | 1–2 | 1–2 | 3–0 | 2–1 | 2–3 | 1–0 | 2–4 |     | 1–1 | 0–0 | 1–1 |     | —   |

## Goleadores
- Actualizado al 24 de noviembre de 2018.
| Pos. | Jugador          | Club                | Goles |
| ---- | ---------------- | ------------------- | ----- |
| 1    | Jô               | Nagoya Grampus      | 22    |
| 2    | Anderson Patric  | Sanfrecce Hiroshima | 20    |
| 3    | Hwang Ui-jo      | Gamba Osaka         | 16    |
| 4    | Yu Kobayashi     | Kawasaki Frontale   | 15    |
| 4    | Shinzo Koroki    | Urawa Red Diamonds  | 15    |
| 6    | Hugo Vieira      | Yokohama F. Marinos | 13    |
| 6    | Koya Kitagawa    | Shimizu S-Pulse     | 13    |
| 8    | Ken Tokura       | Consadole Sapporo   | 12    |
| 8    | Diego Oliveira   | FC Tokyo            | 12    |
| 10   | Takuma Nishimura | Vegalta Sendai      | 11    |
| 10   | Yuma Suzuki      | Kashima Antlers     | 11    |
| 10   | Kengo Kawamata   | Júbilo Iwata        | 11    |